# Underdog (competición)

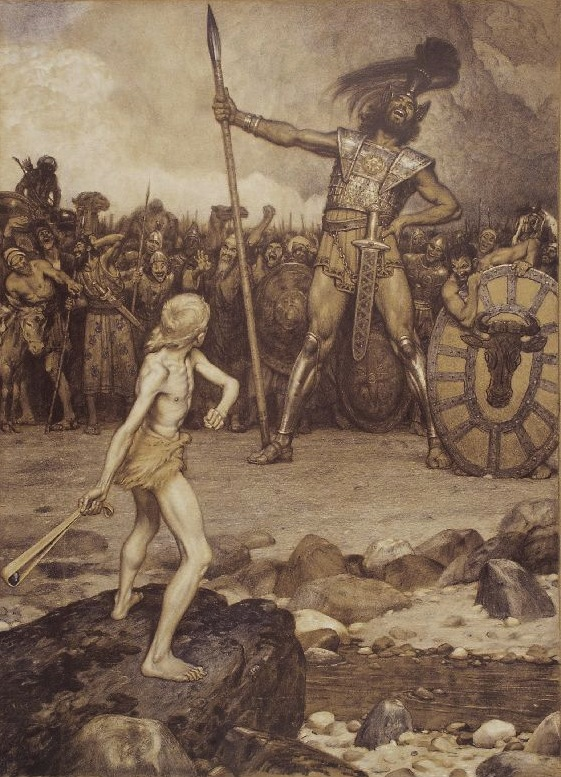
En la batalla entre David y Goliat, David es un ejemplo arquetípico de underdog.

Underdog es un término usado en el mundo angloparlante, especialmente en política o deportes, para referirse a una persona o equipo que tiene pocas posibilidades de ganar un torneo, elección, debate, etc.
No existe una palabra específica en español que sea equivalente a underdog, salvo que se use frases como: perdedor esperado, el que se espera que pierda, el que no es favorito, el que lleva las de perder, el que va de punto, etc. También existe el término de «perro apaleado». Cuando el underdog vence al favorito, el resultado se llama upset (victoria sorpresa, batacazo).

## Origen del término
Según el sitio Merriam-Webster, underdog fue usado por primera vez en 1859. Su origen está en las peleas de perros. El top dog (literalmente «perro de encima») era el perro que ganaba la pelea, el que quedaba por encima del underdog (literalmente «perro de debajo») o perdedor.